# Hahnia rossii
Hahnia rossii är en spindelart som beskrevs av Brignoli 1977. Hahnia rossii ingår i släktet Hahnia och familjen panflöjtsspindlar.
Artens utbredningsområde är Italien. Inga underarter finns listade i Catalogue of Life.